# Buchstabierwettbewerb

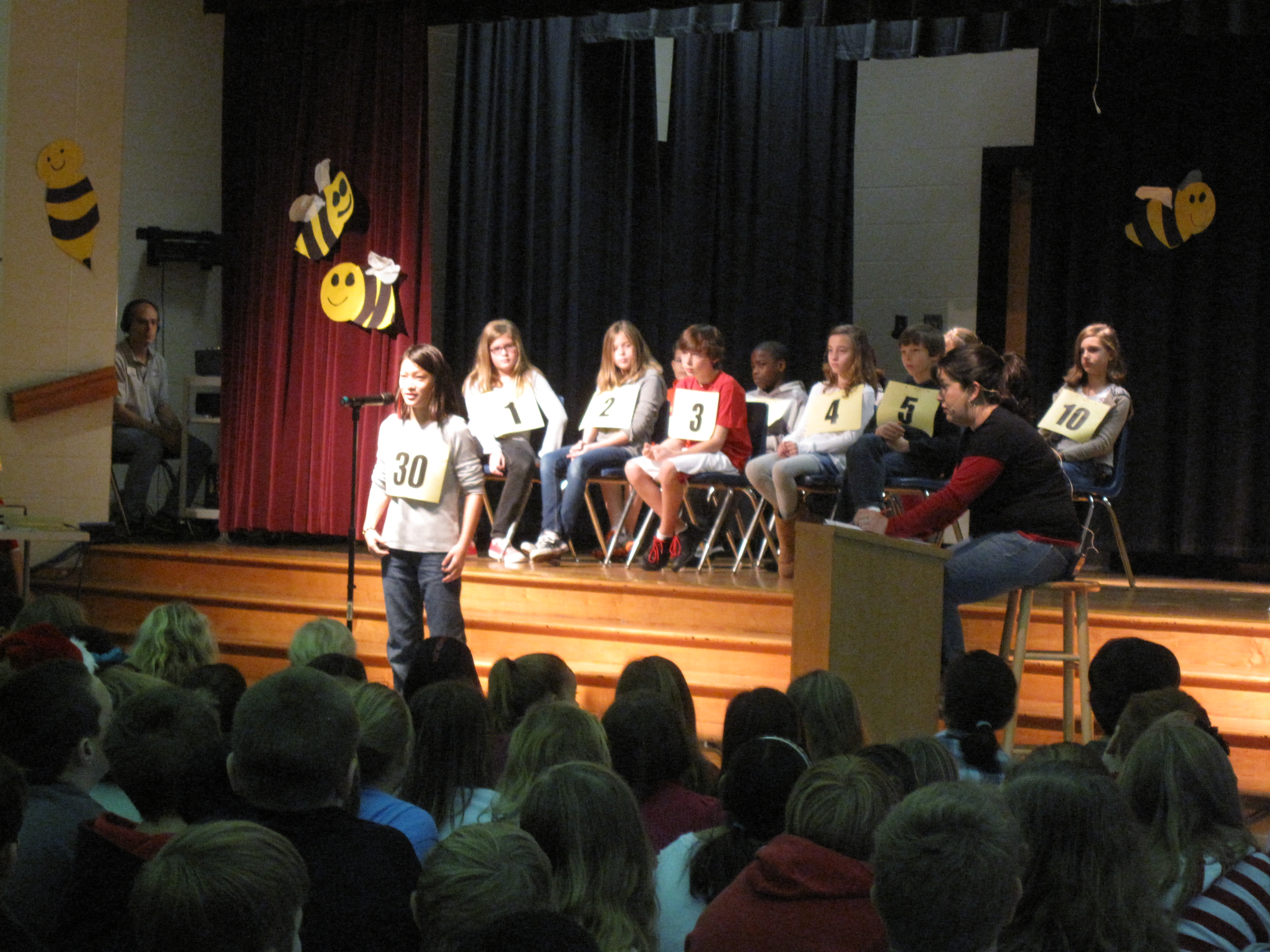
Buchstabierwettbewerb an einer amerikanischen Grundschule, 2011

Ein Buchstabierwettbewerb (im englischen Sprachraum spelling bee) ist ein Schülerwettbewerb im Buchstabieren, der vor allem in den Vereinigten Staaten große Popularität besitzt.

## Wettbewerb
Bei einem Buchstabierwettbewerb geht es darum, Wörter in verschiedenen Schwierigkeitsstufen fehlerfrei zu buchstabieren. Die Teilnehmer haben in der Regel nur einen Versuch und eine begrenzte Zeitspanne, um das entsprechende Wort zu buchstabieren. Die Wettbewerbe, an denen vor allem Grundschüler teilnehmen, finden in erster Instanz zumeist in den jeweiligen Klassen und Schulen statt. Darüber hinaus gibt es in einigen Ländern wie den USA, Kanada, Australien und mehreren asiatischen Ländern nationale Wettkämpfe, bei denen die Gewinner der lokalen Wettbewerbe gegeneinander antreten.

## Bezeichnung „Spelling Bee“
Die englischsprachige Bezeichnung spelling bee verweist nicht auf die Biene (englisch bee, „Biene“), sondern stammt von der selteneren Bezeichnung bee für eine Zusammenkunft von Menschen, um einem bestimmten Zweck nachzugehen oder Aufgaben gemeinsam zu erledigen. Die Wortherkunft von bee wird im englischen Dialekt angesiedelt, wo der Begriff been so viel wie den Nachbarn helfen bedeutete; dessen Ursprünge liegen im Mittelenglischen (bene) bzw. Altenglischen (bēn), etwa in der Bedeutung Segen, Wohltat. Trotzdem wird, vor allem im englischsprachigen Raum, häufig die Biene als Maskottchen der Wettbewerbe verwendet.

## Geschichte
Buchstabierwettbewerbe unter Schülern zählen in den Vereinigten Staaten zur nationalen Folklore. Sie sind seit dem 18. Jahrhundert überliefert und entwickelten sich schnell zu beliebten Veranstaltungen. Die Bezeichnung Spelling Bee taucht spätestens Mitte des 19. Jahrhunderts in historischen Dokumenten auf. Die Zeitung The Courier-Journal veranstaltete im Jahr 1925 den ersten nationalen Buchstabierwettbewerb der USA. Das Sponsoring des Wettbewerbs übernahm ab 1941 die E. W. Scripps Company, woraufhin der Wettbewerb in Scripps Howard National Spelling Bee umbenannt wurde. Später erhielt die Veranstaltung den heutigen Namen Scripps National Spelling Bee.
Seit 1996 findet in den Vereinigten Staaten der Senior Spelling Bee statt, ein Buchstabierwettbewerb für Teilnehmer ab 50 Jahren. Seit 2008 wird der South Asian Spelling Bee ausgetragen, ein Buchstabierwettbewerb, der sich speziell an Schüler mit südasiatischen Wurzeln richtet.

## Verbreitung

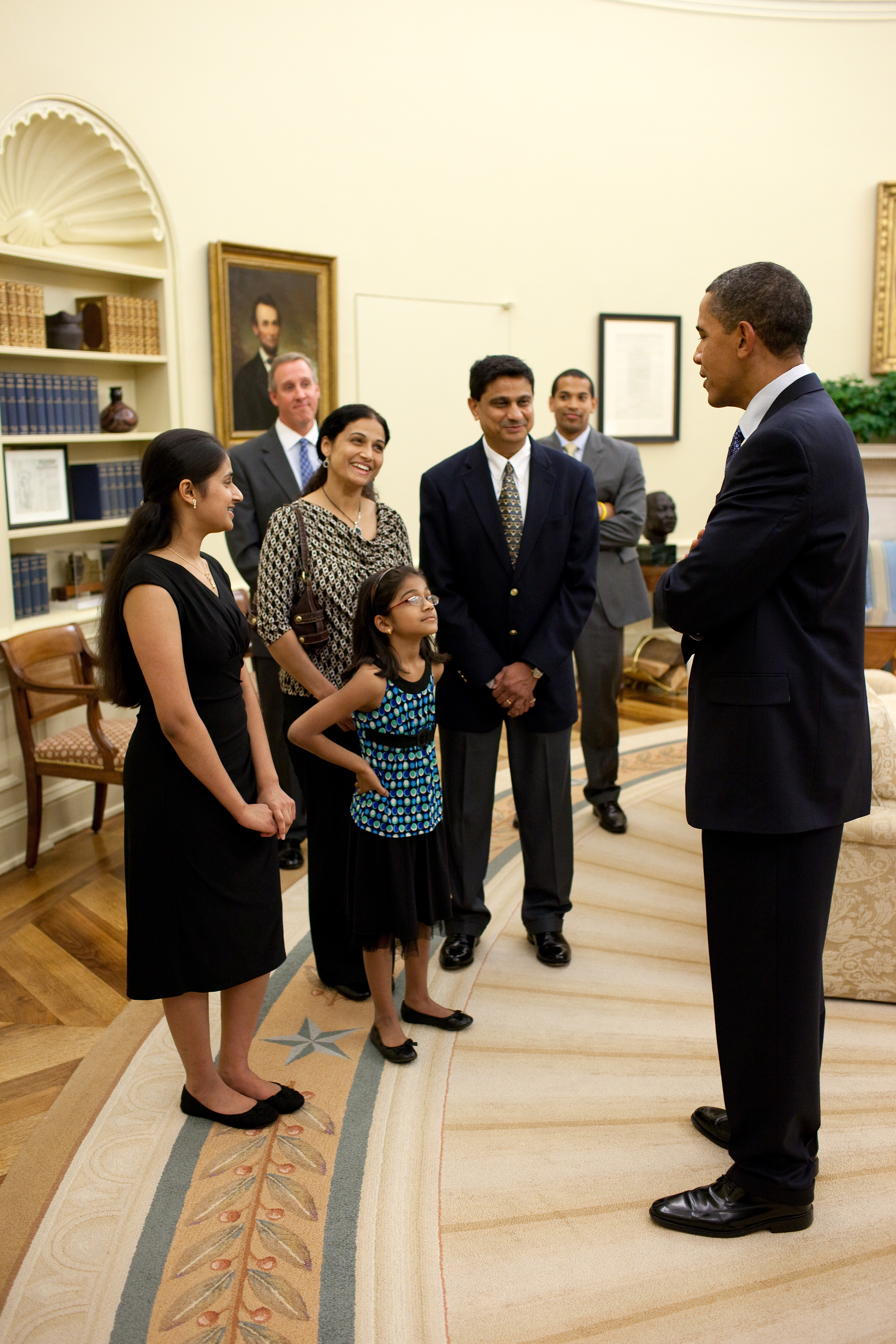
Barack Obama und die Gewinnerin des Scripps National Spelling Bee 2009 im Oval Office

In den Vereinigten Staaten sind Buchstabierwettbewerbe flächendeckend verbreitet und werden an den meisten Schulen durchgeführt. Die nationale Endausscheidung des Wettbewerbs, der Scripps National Spelling Bee, gilt im Land als feste Institution und findet große mediale Beachtung. Neben Geld- und Sachprämien erhalten die Gewinner des Wettbewerbs die Möglichkeit, vom amtierenden US-Präsidenten empfangen zu werden.
Buchstabierwettbewerbe werden mittlerweile weltweit ausgetragen. Neben lokalen und regionalen Austragungen sind auch nationale und kontinentale Wettbewerbe international verbreitet. Asienweit wird der MaRRS International Spelling Bee abgehalten, dabei werden über zwei Millionen Schüler an mehr als 1500 Schulen erreicht. In Australien veranstaltet die State Library of Western Australia den nationalen Buchstabierwettbewerb. In Afrika wird seit 2016 der African Spelling Bee veranstaltet, der von Spelling-Bee-Organisationen aus zehn afrikanischen Ländern organisiert wird.
In Deutschland werden seit 2009 Buchstabierwettbewerbe unter der Schirmherrschaft des Vereins Deutsche Sprache ausgetragen.

## Buchstabierwettbewerbe im Film (Auswahl)
- Im Zeichentrickfilm Charlie Brown und seine Freunde (1969) nimmt Charlie Brown an einer landesweiten Ausscheidung teil.
- In der Zeichentrickserie Die Simpsons (Episode 303, 2003) qualifiziert sich Lisa für das Finale.
- In dem Filmdrama Bee Season (2005) wird die elfjährige Eliza von ihrem Vater trainiert.
- In der Zeichentrickserie Drawn Together (Episode 25, 2006) treten zwei Teams gegeneinander an.
- In dem Filmdrama Akeelah ist die Größte (2006) wird die elfjährige Akeelah von einem Dr. Lerabee trainiert.
- In der Serie Psych (Staffel 1, Episode 2) ermittelt die Hauptfigur Shawn Spencer auf einem Spelling Bee.

## Sonstiges
Der Gewinner des ersten nationalen Buchstabierwettbewerbs der USA 1925, der damals elfjährige Frank Neuhauser, wurde durch den Wettbewerb landesweit bekannt. Er gewann den Wettbewerb mit dem Buchstabieren des Wortes gladiolus (Gladiole). Seine Preise waren unter anderem Gold im Wert von 500 Dollar sowie ein Treffen mit dem amerikanischen Präsidenten Calvin Coolidge. Als Neuhauser 2011 starb, veröffentlichte die New York Times einen Nachruf.